# Jonathan Greening
Jonathan Greening (Scarborough, 2 gennaio 1979) è un ex calciatore inglese, centrocampista.
È soprannominato Jonno.

## Carriera

### Club
Ha giocato nella prima e nella seconda divisione inglese.

### Nazionale
Ha partecipato agli Europei Under-21 del 2002.

## Palmarès

### Giocatore

#### Competizioni nazionali
- Campionato inglese: 3

Manchester United: 1998-1999, 1999-2000, 2000-2001
- Coppa d'Inghilterra: 1

Manchester United: 1998-1999
- Coppa di Lega inglese: 1

Middlesbrough: 2003-2004
- Football League Championship: 1

West Bromwich Albion: 2007-2008

#### Competizioni internazionali
- UEFA Champions League: 1

Manchester United: 1998-1999

### Allenatore

#### Competizioni regionali
- North Riding Senior Cup: 1

Scarborough Athl.: 2021-2022